# Skollenborg
Skollenborg is een plaats in de Noorse gemeente Kongsberg, provincie Buskerud. Skollenborg telt 303 inwoners (2007) en heeft een oppervlakte van 0,54 km².